# 温泉屯镇
温泉屯镇，是中华人民共和国河北省张家口涿鹿县下辖的一个乡镇级行政单位。

## 行政区划
温泉屯镇下辖以下地区：
杏园村、红彤营村、龙王堂村、孟家窑村、外虎沟村、窝铺村、吉家营村、温泉屯村、东孤山村和里虎沟村。

## 文学作品
丁玲的长篇小说《太阳照在桑干河上》中，“暖水屯镇”名称的原型即为温泉屯镇。